# Martincici
Martincici (già Villamorosa, in croato Martinčići) è una località della Croazia, insediamento del comune istriano di Grisignana.

## Geografia fisica

### Territorio
Situato a 6 km dal centro del paese Buie d'Istria, sorge su un colle. Il corso d'acqua più vicino è il fiume Quieto.

## Storia
Nacque sotto la Repubblica di Venezia e si sviluppò durante il dominio austro-ungarico. Nel 1918 Martincici entrò a far parte d'Italia (lì, come anche a Grisignana, fu un centro irredentista nell'Istria asburgica e festeggiò l'inserimento dell'Istria nel Regno d'Italia). Dopo la seconda guerra mondiale il paese divenne parte del Territorio Libero di Trieste e successivamente della Jugoslavia. Molti italiani (la maggior parte degli abitanti) furono costretti ad abbandonare le proprie case per sfuggire alla pulizia etnica, messa in atto dai soldati comunisti slavi.
Oggigiorno Martincici fa parte della Croazia ed i suoi abitanti sono impegnati prevalentemente nell'agricoltura e nell'allevamento.

## Società

### Evoluzione demografica
Nel 2001 si contavano 132 abitanti divisi tra 48 nuclei familiari.